# Tiroteo escolar de Graz
El 10 de junio de 2025, alrededor de las 09:55 CES, se produjo un tiroteo masivo en la Dreierschützengasse una escuela secundaria y gimnasio superior federal en Graz, Austria.
La policía confirmó que 10 personas murieron y otras 11 resultaron heridas por el tirador. El pistolero murió por una herida de bala autoinfligida en el baño de la escuela y fue identificado como Artur A. un exalumno de 21 años de la escuela.

## El tiroteo
Alrededor de las 09:43, el perpetrador entró en BORG Dreierschützengasse, Bundesoberstufenrealgymnasium (" gimnasio federal de nivel superior") en Dreierschützengasse, una calle en el distrito Lend de Graz. En ese momento, entre 350 y 400 personas se encontraban dentro del edificio donde se realizaban los exámenes orales para la maestría.
El perpetrador entró a un baño en el tercer piso, donde se armó con una pistola y una escopeta recortada que había llevado dentro de una mochila y se puso un par de gafas de tiro, unos auriculares y un cinturón de armas con un cuchillo de caza. Los primeros disparos se produjeron a las 9:57 en un aula de quinto grado en el segundo piso. Posteriormente, el agresor regresó al tercer piso, donde abrió fuego dentro de un aula de séptimo grado tras disparar a la cerradura. A las 10:07, regresó al baño de la escuela en el mismo piso, donde se suicidó disparándose con la pistola. El tiroteo duró siete minutos, durante los cuales se dispararon alrededor de 40 tiros en total.

## Víctimas
Se confirmó cierto número de víctimas, aunque no se reveló inmediatamente el número exacto de heridos. Según el Ministerio del Interior austriaco, hubo varias muertes y medios locales como Kronen Zeitung Y la ORF informó inicialmente de al menos 11 muertes, incluido el autor del delito. La alcaldesa de Graz, Elke Kahr, confirmó que el autor del atentado se encontraba entre los muertos. Una persona fue asesinada afuera del edificio escolar. Los asesinados fueron nueve estudiantes y una profesora (quien falleció más tarde en un hospital). El ministro del Interior, Gerhard Karner, dijo durante una conferencia de prensa que siete de las víctimas eran mujeres (incluida la profesora asesinada) y tres eran hombres. Los nueve estudiantes muertos tenían entre 14 y 17 años.

## Perpetrador
El autor del delito fue identificado como Artur A, ciudadano austriaco de 21 años de Kalsdorf bei Graz que había asistido a la escuela. Tuvo que repetir el sexto grado y abandonó la escuela sin graduarse en 2022. Parte del tiroteo tuvo lugar en su antigua aula. Su madre tiene ciudadanía austriaca y su padre es armenio. Estaba desempleado y lo habían rechazado para servir en las Fuerzas Armadas Austriacas tras ser declarado "mentalmente incapacitado". Vivía en un apartamento con su madre en el momento del tiroteo.